# Monte
Monte (en cors U Monte) és un municipi francès, situat a la regió de Còrsega, al departament d'Alta Còrsega. L'any 1999 tenia 444 habitants.

## Demografia
| 1962 | 1968 | 1975 | 1982 | 1990 | 1999 |
| ---- | ---- | ---- | ---- | ---- | ---- |
| 196  | 207  | 189  | 241  | 303  | 444  |

## Administració
| Període | Identitat         | Partit | Qualitat |  |
| ------- | ----------------- | ------ | -------- |  |
| 2001-   | François Pancrazi | UMP    |          |  |